# حريشية متعدد النقر
الحريشية المتعدد النقر (الاسم العلمي:Ethopolyidae) هي فصيلة من المفصليات تتبع رتبة حريشيات الشكل من طائفة شفويات الأرجل.

## أجناس
- الحريش المتعدد النقر